# Marco Brenner
Marco Brenner (Augsburgo, 27 de agosto de 2002) es un deportista alemán que compite en ciclismo en la modalidad de ruta, miembro del equipo Tudor Pro Cycling.
Ganó una medalla de plata en el Campeonato Mundial de Ciclismo en Ruta de 2024, en la prueba de contrarreloj por relevos mixtos.

## Medallero internacional
| Campeonato Mundial | Campeonato Mundial | Campeonato Mundial | Campeonato Mundial              |
| Año                | Lugar              | Medalla            | Competición                     |
| ------------------ | ------------------ | ------------------ | ------------------------------- |
| 2024               | Zúrich (Suiza)     | Medalla de plata   | Contrarreloj por relevos mixtos |

## Palmarés
| Resultados en categoría júnior |
| --- |
| 2019 - Campeonato de Alemania Contrarreloj Junior - Campeonato de Alemania de Ruta Junior - Tour du Pays de Vaud - Oberösterreich Juniorenrundfahrt - GP Général Patton - 3.º en el Campeonato Mundial de Contrarreloj Junior 2020 - Campeonato de Alemania Contrarreloj Junior - Campeonato de Alemania de Ruta Junior - 2.º en el Campeonato Europeo de Contrarreloj Junior |

2024
- 1 etapa de la Settimana Coppi e Bartali
- Campeonato de Alemania en Ruta

## Resultados en Grandes Vueltas y Campeonatos del Mundo
| Carrera         | Carrera         | 2021 | 2022 | 2023 | 2024 | 2025 |
| --------------- | --------------- | ---- | ---- | ---- | ---- | ---- |
|                 | Giro de Italia  | —    | —    | —    | —    | Ab.  |
|                 | Tour de Francia | —    | —    | —    | —    | —    |
|                 | Vuelta a España | —    | 74.º | —    | —    | —    |
| Mundial en Ruta | Mundial en Ruta | —    | —    | —    | Ab.  | —    |

—: no participa
Ab.: abandono